# Плотинна (притока Теплої)
Плотинна — річка в Україні, у Станично-Луганському районі Луганської області. Ліва притока Теплої (басейн Дону).

## Опис
Довжина річки 15 км, похил річки 4,6  м/км, найкоротша відстань між витоком і гирлом — 13,07  км, коефіцієнт звивистості річки — 1,15 . Площа басейну водозбору 63,7  км². Річка формується багатьма безіменними струмками та 12 загатами.

## Розташування
Бере початок на південно-західній стороні від селища Широкого. Тече переважно на північний захід через село Плотина і між селами Нижньотепле та Середньотепле впадає у річку Теплу, ліву притоку Сіверського Дінця.
Населені пункти вздовж берегової смуги: Нижній Мінченок, Тепле.
Біля річки пролягає автошлях Т 1309.